# إيالة أدرنة
ايالة أدرنة(بالتركية العثمانية: ايالت ادرنه) إيالة عثمانية كانت تضم أجزاء من تركيا ،واليونان ،وبلغاريا.